# Meesterdom Mergentheim
Het meesterdom Mergentheim was het tot de Frankische Kreits behorende meesterdom van de Duitse Orde in het Heilige Roomse Rijk.  De naam verwijst naar het huidige Bad Mergentheim ligt in Baden-Württemberg.

## Inleiding
In 1190 werd er een hospitaal in Akko gesticht om Duitse gewonde of zieke kruisvaarders te verzorgen. In 1198 vormden de kruisvaarders die dit hospitaal beheerden een ridderorde, die de Duitse Orde werd genoemd. Omdat deze ridderorde voornamelijk Duitsers opnam, verwierf de orde ook omvangrijke bezittingen in Duitsland. De bezittingen in Duitsland dienden om de vestigingen in het Middellandse Zeegebied te voorzien van mensen en materialen. De meeste bezittingen in Duitsland werden de Orde geschonken door de bisschoppen en de landsheren. Schenkingen door leden van de adel of de burgerij kwamen veel minder voor.

## Het ontstaan van het ambt van Duitsmeester
In 1218 is er voor het eerst een ridder vermeld die belast was met het beheer van de goederen in Duitsland. Deze ridder had dezelfde positie als de landcommandeurs van de Orde op Sicilië of in Apulië: het hoofd van een balije. Na 1228 ontstonden er ook in het Heilige Roomse Rijk balijen: een ordensprovincie, waarin een aantal commanderijen waren samen gevoegd. Op zijn laatst in 1235 was de situatie ontstaan dat er landcommandeurs waren die ondergeschikt waren aan de Duitsmeester. Daarmee had de Duitsmeester een positie verworven tussen de grootmeester en de landcommandeurs.

## De vorming van het territorium van de Duitsmeester
Nadat de meeste bezittingen van de Duitse Orde waren gegroepeerd in balijen resteerden er in Zuidwest-Duitsland een aantal commanderijen buiten deze structuur. Zij bleven direct onder de Duitsmeester ressorteren als een soort kernland. In 1268 ontstond er een balije Franken, wat ten koste ging van de macht van de Duitsmeester. De volgende commanderijen bleven onder direct toezicht van de Duitsmeester:
Horneck (1420 residentie van de Duitsmeester), Mainz, Prozelten, Ramersdorf, Sachsenhausen, Spiers, Waldbreitbach, Weinheim  en  Wissembourg. Pas in de veertiende werden deze commanderijen in een ordensprovincie ondergebracht, maar dan niet onder een landcommandeur, maar onder de Duitsmeester: zij vormden het Duitsmeesterdom (Deutschmeistertum). 
De Commanderij Ramersdorf werd in 1371 aan de balije Alden Biesen overgedragen en de commanderij Prozelten werd in 1483 geruild tegen Neckarsulm en Scheuerberg met het keurvorstendom  Mainz.
Terwijl de veertiende eeuw voor de Duitse Orde in Pruisen een bloeitijd was, begon het verval van de orde in Duitsland. Er waren financiële problemen en de invloed van de naburige staten op de balijen en commanderijen nam toe. Anderzijds begon de Duitse Orde zich onafhankelijk te maken van de grootmeester van de Orde. De Duitsmeester werd niet langer benoemd door de grootmeester, maar gekozen door de functionarissen (gebieders) in Duitsland. Hij werd ook niet langer gekozen voor een bepaalde periode, maar voor het leven. Keizer Maximiliaan I bevestigde de onafhankelijkheid van de Duitsmeester door hem in 1494 tot rijksvorst te verheffen. 
Een andere ontwikkeling was het vervagen van het onderscheid tussen het Duitsmeesterdom en de balije Franken. Regelmatig was er geen landcommandeur en hield de Duitsmeester de balije in eigen hand. Anderzijds werd het Duitsmeesterschap vrijwel geheel bestuurd door ridders uit Franken.

## Vereniging van de ambten van Grootmeester en Duitsmeester
In 1525 ging de laatste Pruisische grootmeester van de Orde Albrecht van Brandenburg-Ansbach tot de reformatie over op aansturen van Maarten Luther. De ordensstaat Pruisen veranderde in een wereldlijk hertogdom, dat een leen was van Polen. In Duitsland woedde de Boerenoorlog, waarin een aantal commanderijen werden verwoest, onder andere Horneck, de zetel van de Duitsmeester. De balije Franken stond toen de commanderij Mergentheim provisorisch af en sinds 1527 resideerde daar de Duitsmeester. Deze voerde nu ook de titel administrator van het grootmeesterdom (Hochmeistertum).
Door de Reformatie gingen veel commanderijen in het Rijk verloren of werden deel van een protestantse balije.  Het restant van de orde komt sterk onder invloed van de keizer. De meeste Groot- en Duitsmeesters zijn voortaan Oostenrijkse prinsen.
In de Dertigjarige Oorlog ontstond er veel schade. Van 1631 tot 1634 was Mergentheim als vorstendom in bezit van de Zweedes maarschalk Horn. In 1645 richtte de grootmeester een infanterie-regiment op dat tot 1918 zou voortbestaan als het Hoch- und Deutschmeisterregiment. Ridders van de Orde dienden in dit regiment als officier. Gedurende de Tweede Wereldoorlog droeg de 44. Infanterie-Division (Wehrmacht) van 1 juni 1943 (na de heroprichting van de divisie wegens de vernietiging bij Stalingrad) tot aan de capitulatie op 8 mei 1945 deze titel traditiegetrouw. 
In 1662 werd de band tussen het meesterdom en de balije Franken losser gemaakt, zodat ook de andere balijen invloed konden krijgen op het centrale bestuur van de orde. Pas in 1764 werd de bevoorrechte positie van de ridders uit Franken totaal beëindigd. In 1789 werd de balije Franken in het meesterdom geïncorporeerd. 
In 1797 gingen de bezittingen van de Orde op de Linker Rijnoever aan Frankrijk verloren. Paragraaf 26 van de Reichsdeputationshauptschluss van 25 februari 1803 stelde de Orde schadeloos met de stichten, abdijen en kloosters in Vorarlberg en Oostenrijks Zwaben en alle andere binnen de diocesen Augsburg en Konstanz, in zoverre ze niet rijksvrij waren. Hiervan uitgezonderd bleven de geestelijke goederen in de Breisgau.

## Het einde van de wereldlijke macht
In paragraaf 12 van de Vrede van Presburg van 26 december 1805 werd het grootmeesterschap erfelijk verbonden met het huis Habsburg met behoud van het vorstendom Mergentheim. Het stond de keizer vrij een prins uit zijn familie aan te wijzen als stamvader van een nieuw vorstenhuis. In paragraaf 8 werd de commanderij Mainau bij het keurvorstendom Baden gevoegd.
De Rijnbondakte van 12 juli 1806 regelde het volgende:
- In artikel 17 werden de commanderijen Rohr en Waldstetten bij het koninkrijk Beieren gevoegd.
- In artikel 18 werden de commanderijen Kapfenburg (of Lauchheim) en Altshausen (met uitzondering van de heerlijkheden Achberg en Hohenfeld) bij het koninkrijk Württemberg gevoegd.
- In artikel 19 werden de commanderijen Beuggen en Freiburg bij het groothertogdom Baden gevoegd.
- In artikel 23 werden de heerlijkheden Achberg en Hohenfeld (behorend bij de commanderij Altshausen) bij Hohenzollern-Sigmaringen gevoegd.
- In artikel 33 werden de leden van de Duitse Orde schadeloos gesteld door een pensioen.

In artikel 4 van de Vrede van Schönbrunn van 14 oktober 1809 deed de grootmeester afstand van alle bezittingen van de Orde binnen de Rijnbond. Napoleon droeg het vorstendom vervolgens over aan het koninkrijk Württemberg in ruil voor het landgraafschap Nellenburg.

## Bezit
- stad Mergentheim
- de voogdij Hüttenheim
- de Pflegen Hilsbach, Heuchelhenn,  Kirnbach, Stupferich en Weingarten
- de ambten Weinheim, Neckarsulm, Kirchhausen en Stocksberg
- de commanderijen Horneck, Frankfurt, Mainz en Spiers
- kamercommanderij Wissembourg
- de heerlijkheid Freudenthal (in Opper-Silezië, gekocht in 1621)
- de heerlijkheid Baussau (Moravië)